# Xã Thịnh Mỹ
Thịnh Mỹ là một xã thuộc huyện Hưng Nguyên, tỉnh Nghệ An, Việt Nam.
Tên của xã được ghép từ tên của hai xã cũ là Hưng Thịnh và Hưng Mỹ.
Đây là bài lỗi, xem Thịnh Mỹ.